# Baai van San Diego
De Baai van San Diego (Engels: San Diego Bay) is een natuurlijke haven in San Diego County, in het zuiden van de Amerikaanse deelstaat Californië. De baai is zo'n 19 kilometer lang en 1,6 tot 4,8 km breed. Ze wordt als een van de beste natuurlijke havens van de Noord-Amerikaanse westkust beschouwd en werd al snel gekoloniseerd door de Spanjaarden. Ook nu nog is het een belangrijke haven. Er kunnen Panamaxschepen in. 
De Baai van San Diego wordt omgeven door de agglomeratie van San Diego, die de steden San Diego, National City, Chula Vista, Imperial Beach en Coronado omvat.